# Raoul Jarry (homme politique, 1885-1930)
Ne doit pas être confondu avec Raoul Jarry (homme politique, 1909-1996).
Raoul Jarry (1885-23 janvier 1930), était un agent immobilier et politicien de Montréal, conseiller municipal et membre du comité exécutif. Il est un des fils de Stanislas Jarry père, et frère d'un autre Stanislas. L'ancienne ferme familiale, convertie en 680 lots, a donné son nom à la rue Jarry.
En 1921, lorsque la population de Montréal décide de maintenir l’élection des échevins dans les quartiers, mais qu’un comité d’administration exerce le pouvoir exécutif, Raoul Jarry est élu échevin (conseiller municipal) du quartier Villeray, puis il devient membre du Comité exécutif de la ville de Montréal dès 1924. Il occupait toujours ce mandat lors de sa mort le 23 janvier 1930 à Montréal.
Il fit partie de la commission qui recommanda à la ville de louer un parc à la Stanley Bagg Corporation. Son nom resta dès lors attaché au Parc Jarry. Bien qu'en 1949, on songe à le rebaptiser « La Vérendrye » ou « La Dauversière » et que de janvier 1985 à janvier 1987, il soit même momentanément rebaptisé « parc Jean-Paul II », après la visite du pape à Montréal, en septembre 1984, et de la célébration d'une messe dans le parc.